# Gaëlle Skrela
Pour les articles homonymes, voir Skrela.
Gaëlle Skrela, née le 24 janvier 1983 à Toulouse, est une joueuse de basket-ball française.

## Biographie
Ses parents, dont Jean-Claude est l'ancien joueur de rugby à XV international et sa mère est institutrice en école primaire (CP/CE1), donnent naissance aux deux enfants. David, qui est l'actuel ancien joueur de rugby à XV international et Gaëlle, la cadette.
En classe de CE1 à l'âge de 8 ans, sa mère, institutrice, lui propose une initiation au basket-ball à l'école. Gaëlle ayant apprécié le stage, ses parents l'inscrivent dans un club à Colomiers et progresse jusqu'à intégrer l'équipe première de Toulouse en NF1 puis en LFB. Le club étant dans une phase financière délicate, elle opte pour Montpellier afin de pouvoir continuer à concilier basket et études supérieures. Le club progressant du bas de tableau jusqu'à finir en tête de la saison régulière en 2012-2013, elle reste fidèle à ce club avec lequel elle remporte la Coupe de France après un échec de justesse en finale du championnat contre Bourges.
Elle figure dans la présélection de l'équipe de France pour l'Euro 2013 après avoir été recalée de la sélection olympique l'année précédente. Le renouvellement de l'aile de l'équipe de France lui permet de faire ses débuts en compétition officielle lors du championnat d'Europe, où avec 14 points elle est même meilleure marqueuse des Bleues contre la Serbie.
Elle obtient lors de la saison 2013-2014 ses meilleures statistiques en carrière (11,2 points avec une adresse de 60,2 % à deux points et 39,1 % à trois points, 4,3 passes décisives, 2,2 rebonds et 1,9 interception de moyenne pour 13,4 d’évaluation), mais est victime en février, lors de la demi-finale de la coupe de France contre Bourges, d'une rupture totale de l'aponévrose plantaire qui la prive de la fin de saison. Finalement, il ne s'agit que d'une déchirure partielle et son absence est estimée entre quatre et six semaines.
Avec Montpellier, elle remporte le premier titre de champion LFB du club en 2014, réussissant 13 points, 4 rebonds et 2 interceptions lors de la dernière rencontre.
Avec 18 points, 5 rebonds et 7 passes, elle est nommée meilleure joueuse de la finale de la Coupe de France 2015 remportée face à Bourges.
En 2015, elle est membre de l'équipe qui atteint la finale de l'Euro 2015 face à la Serbie et est vice-championne d'Europe (68-76).
En 2015-2016, Montpellier remporte la Coupe de France et le championnat de France face à Bourges.
Au printemps 2017, elle prend sa retraite sportive après 13 saisons sous le même maillot. En novembre 2017, le club de Lattes-Montpellier retire son no 12, premier numéro retiré par le club.

### Club
- 2000-2002 :  Toulouse Launaguet Basket (NF1)
- 2002-2004 :  Toulouse Launaguet Basket
- 2004-2017 :  Basket Lattes Montpellier Agglomération (LFB)

## Statistiques
| Épreuve              | Club        | G  | Min  | Pts  | M/A 2P FG | % 2P FG | M/A 3P FG | % 3P FG | M/A FT | % FT | RO  | RD  | RT  | Fte | Fpr | As  | PF  | TO  | St  | Bs | Ev   |
| Euroleague 2008-2009 | Montpellier | 10 | 29.1 | 8.8  | 17/41     | 41.5    | 12/27     | 44.4    | 18/21  | 85.7 | 0.1 | 3.1 | 3.2 | x   | x   | 1.3 | 2.4 | 1.5 | 1.6 | 0  | x    |
| LFB 2008-2009        | Montpellier | 27 | x    | 10.2 | 57/107    | 53.3    | 39/99     | 39.4    | 44/54  | 81.5 | x   | x   | x   | 1.5 | 1.9 | x   | x   | x   | x   | x  | 11.4 |
| Eurocoupe 2007-2008  | Montpellier | 2  | 33.5 | 6    | 1/2       | 50      | 3/8       | 37.5    | 1/2    | 50   | 0   | 0.5 | 0.5 | x   | x   | 1   | 2   | 1.5 | 1   | 0  | x    |
| LFB 2007-2008        | Montpellier | 20 | x    | 8    | 30/63     | 47.6    | 25/57     | 43.9    | 25/34  | 73.5 | x   | x   | x   | 1.6 | 1.3 | x   | x   | x   | x   | x  | 7.8  |
| Eurocoupe 2006-2007  | Montpellier | 10 | 19.4 | 8    | 21/35     | 60      | 7/23      | 30.4    | 17/22  | 77.3 | 0.3 | 1.6 | 1.9 | x   | x   | 1.4 | 1.7 | 1.4 | 1.8 | 0  | x    |
| LFB 2006-2007        | Montpellier | 28 | x    | 7    | 45/92     | 48.9    | 20/64     | 31.3    | 45/60  | 75   | x   | x   | x   | 1.6 | 1.8 | x   | x   | x   | x   | x  | 7.4  |
| LFB 2005-2006        | Montpellier | 27 | x    | 8    | 43/94     | 45.7    | 27/59     | 45.8    | 50/61  | 82   | x   | x   | x   | 2.1 | 2.6 | x   | x   | x   | x   | x  | 8.7  |
| LFB 2004-2005        | Montpellier | 24 | x    | 10   | 57/139    | 41      | 23/64     | 35.9    | 57/72  | 79.2 | x   | x   | x   | 2.1 | 3   | x   | x   | x   | x   | x  | 7.6  |
| LFB 2003-2004        | Toulouse    | 23 | x    | 8.5  | 68/135    | 50.4    | 8/46      | 17.4    | 35/43  | 81.4 | x   | x   | x   | 1.7 | 2.2 | x   | x   | x   | x   | x  | 8    |
| LFB 2002-2003        | Toulouse    | 26 | x    | 7    | 48/98     | 49      | 14/46     | 30.4    | 44/55  | 80   | 1.1 | 1.8 | 2.9 | 2.2 | 1.9 | x   | 2.3 | x   | 1.2 | 0  | 6.4  |

## Palmarès

### Équipe nationale

#### compétitions de jeunes
- Médaille de bronze au Championnat d'Europe 20 ans et moins en 2002
- Médaille de bronze au Championnat du monde espoirs 2003

#### compétitions internationales
- Médaille d'argent au championnat d'Europe 2013[12] en France
- Médaille d'argent au championnat d'Europe 2015[16] en Hongrie et Roumanie
- Médaille d'argent au championnat d'Europe 2017[17]en République tchèque

### Club
- Championne de France de NF1 en 2002.
- Coupe de France 2011[18], 2013[19], 2015[11] et 2016[20]
- Championne de France : 2014[10] et 2016[13]

### Distinctions personnelles
- MVP de la finale de la Coupe de France féminine de basket-ball 2013[19] et 2015[11].